# Фёлькерзам, Дмитрий Густавович фон

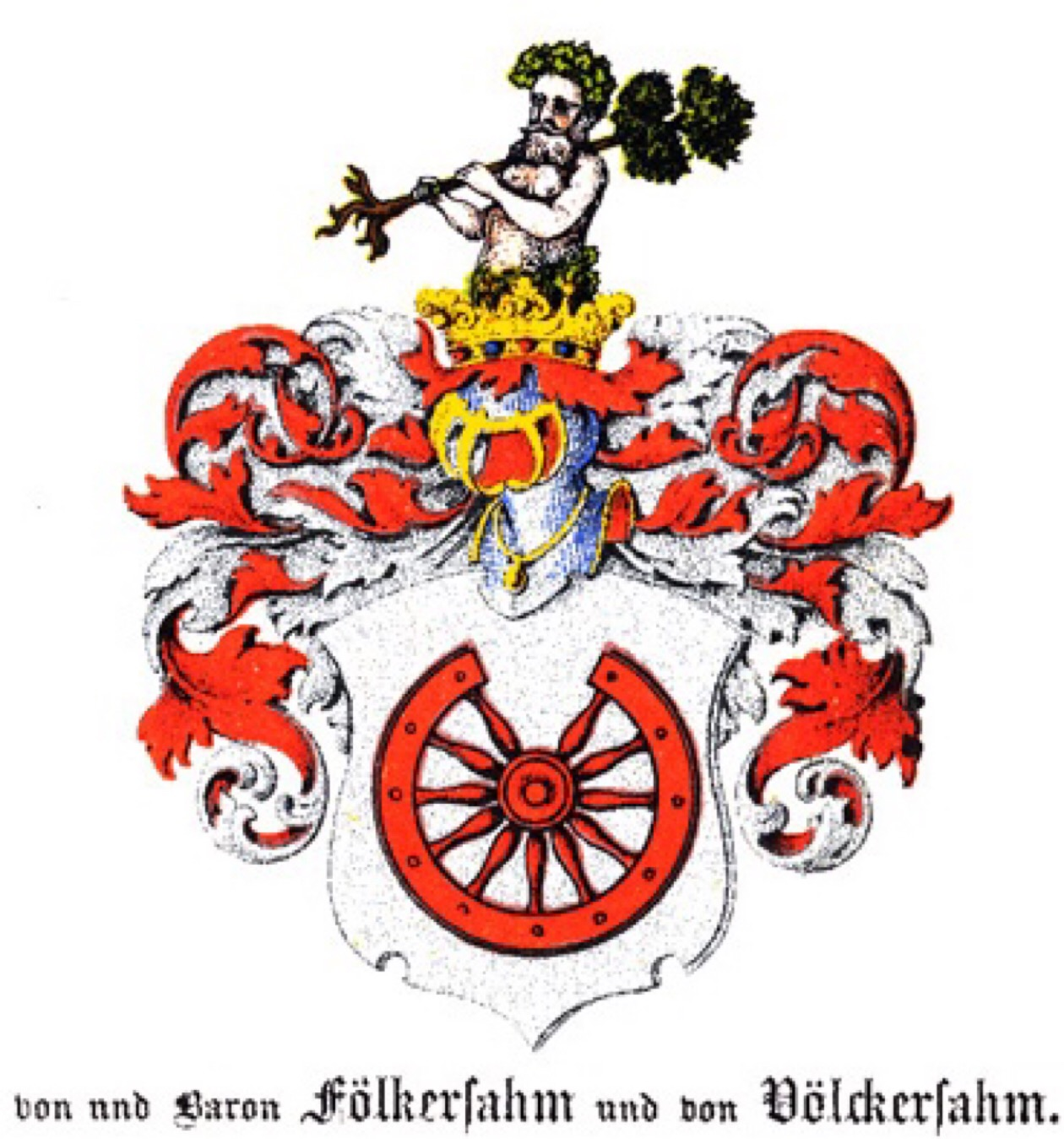
Фамильный герб баронов фон Фёлькерзам

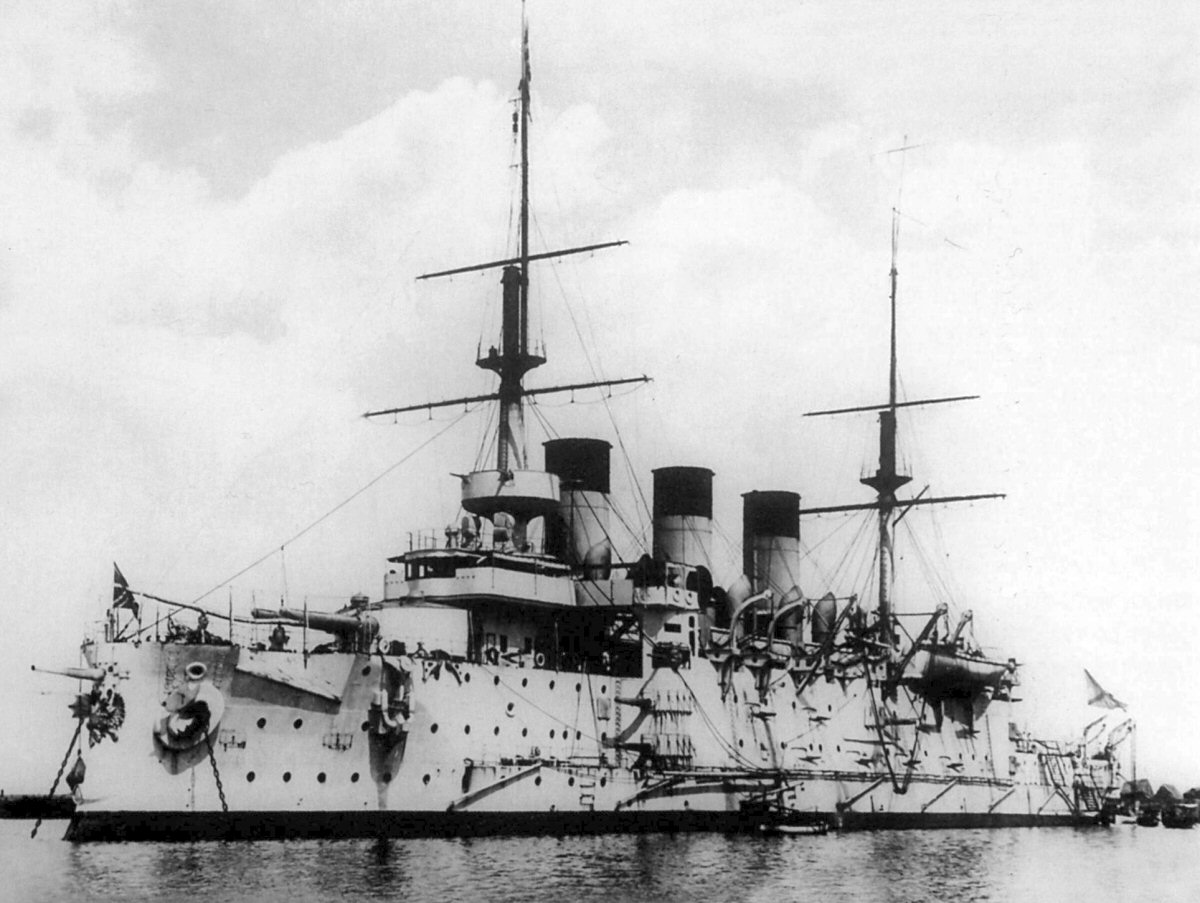
Броненосец «Ослябя», на котором держал свой флаг и умер фон Фелькерзам

Дмитрий Густавович фон Фёлькерзам (нем. Dmitri Gustawowitsch von Fölkersahm, 29 апреля (11 мая) 1846, Папенхоф, Руцавская волость, Гробинский уезд, Курляндская губерния — 11 (24) мая 1905, борт броненосца «Ослябя») — русский морской офицер, контр-адмирал. Потомок древнего лифляндского дворянского рода.

## Биография
Из дворянского рода Фёлькерзам. Сын генерал-майора Густава Ефимовича Фёлькерзама (1799—1849).
- 20 февраля 1860 — Зачислен в Морское училище на полный пансион в счет сумм, вносимых лифляндским дворянством.
- 17 марта 1860 — Кадет Морского корпуса.
- 16 апреля 1867 — Гардемарин.
- 1867 — Окончил Морское училище первым по списку из своего класса.
- 17 мая 1869 — Мичман (старшинство с 16.4.1869).
- 4 июля 1869 —  Во время похода на винтовой канонерской лодке «Волна» в Выборгском заливе бросился в воду с палубы и спас выпавшего за борт матроса, за что в том же году Высочайше награждён своей первой наградой — серебряной медалью «За спасение погибавших» на Владимирской ленте.[2]
- 29 декабря 1869 — Назначен для учебы в военно-морское гимнастическое заведение.
- 5 мая 1870 — Переведен в 3-й флотский экипаж.
- 16 апреля 1872 произведен в чин лейтенанта[3].
- 27 марта 1874 — Назначен заведовать 1-й ротой.
- 10 апреля 1874 — Утвержден командиром 1-й роты команды фрегата «Петропавловск».
- 26 сентября 1878 — Назначен обязательным слушателем Минного офицерского класса с отрешением от должности.
- 23 сентября 1879 — Окончил курс с зачислением во 2-й разряд минных офицеров.
- 16 октября 1879 — Обязательный слушатель Артиллерийского офицерского класса автоматической стрельбы.
- 15 сентября 1880 — Прикомандирован к Артиллерийскому офицерскому классу для присмотра и занятий с приборами гальванической стрельбы.
- 30 сентября 1880 — Заведующий приборами гальванической стрельбы плавучей батареи «Первенец».
- 17 ноября 1880 — Назначен на плавучую батарею «Первенец» с переводом в 4-й флотский экипаж.
- 11 мая 1883 — Заведующий аппаратами гальванической стрельбы и преподаватель на батарее «Первенец».
- 5 октября 1883 — Преподаватель Артиллерийского офицерского класса по приборам гальванической стрельбы.
- 1 января 1884 — Капитан-лейтенант.
- 14 января 1884 — Преподаватель Артиллерийского офицерского класса.
- 9 сентября 1884 — 12 сентября 1887 — Старший офицер броненосного фрегата «Владимир Мономах».
- 26 февраля 1885 — Капитан 2-го ранга.
- 5 сентября 1887 — 1 марта 1888 — Запасной член Кронштадтского военно-морского суда.
- Орден Святого Владимира IV степени с бантом (22.9.1887) «за 20 проведенных шестимесячных кампаний».
- 31 января 1888 — Командир парохода «Работник» с переводом в 7-й флотский экипаж.
- 8 апреля 1889 — Флагманский минный офицер с отчислением от должности.
- 7 января 1891 — Командир клипера «Джигит».
- 1 января 1893 — Капитан 1-го ранга с отчислением от должности.
- 11 января 1893 — Заведующий миноносками и их командами в составе 18-го флотского экипажа.
- 10 сентября — 2 октября 1893 — Вр. и. д. заведующего 18-м флотским экипажем.
- 3 января 1894 — Переведен в 15-й флотский экипаж.
- 1 октября 1894 — Прикомандирован для довольствия к 1-му флотскому экипажу.
- 1 января 1895 — Командир эскадренного броненосца «Император Николай I».
- 6 декабря 1899 — Контр-адмирал.
- 1902—1904 — Начальник Учебно-артиллерийского отряда.

В 1904 году был назначен младшим флагманом Второй тихоокеанской эскадры и поднял свой флаг на эскадренном броненосце «Ослябя». Командовал 2-м броненосным отрядом в путешествии через Суэцкий канал к Корейскому проливу. 3 апреля 1905 года перенес инсульт во время стоянки кораблей в бухте Камрань. За несколько дней до Цусимского сражения умер. О его смерти условленным кодированным сигналом («На броненосце сломалась шлюпбалка») известили командующего эскадрой вице-адмирала Зиновия Петровича Рожественского. Однако флаг Фёлькерзама не был спущен, и командиры кораблей эскадры до начала боя так и не узнали о смерти младшего флагмана. Тело покойного адмирала хранилось в холодильнике броненосца «Ослябя» и вместе с ним ушло на дно Цусимского пролива.
В четь Д. Г. Фелькерзама назван мыс (мыс Фелькерзама, Японское море, Залив Петра Великого, мыс обследован в 1891 году экипажем клипера «Джигит», тогда же было присвоено название мысу).

## Награды
- Серебряная медаль «За спасение погибавших» на Владимирской ленте (10.10.1869)
- Орден Святого Станислава III степени (6.8.1873).
- Золотая медаль «За спасение погибавших» на Владимирской ленте (11.8.1874)
- Орден Святой Анны III степени (1.1.1881)
- Орден Святого Станислава II степени (15.5.1883)
- Золотая медаль «За спасение погибавших» на Владимирской ленте с бантом (22.9.1885) за спасение утопавшего за бортом матроса 2.4.1885 года на Нагасакском рейде
- Орден Святого Владимира IV степени с бантом (22.9.1887)
- Орден Святой Анны II степени (1.1.1890)
- Японский Орден Восходящего солнца III степени (9.7.1891)
- Подарок с вензельным изображением Высочайшего имени (1.1.1892)
- Орден Святого Владимира III степени (30.10.1895)
- Орден Святого Станислава I степени
- Орден Святой Анны I степени (06.12.1904)
- Медаль «В память царствования императора Александра III» (1896)
- Медаль «За труды по первой всеобщей переписи населения» (1897)
- Медаль «В память коронации Императора Николая II»
- Орден Князя Даниила I II степени (Черногория) (1897).

## Семья
- Супруга: Анна Дмитриевна Адамович убита на Украине во время Гражданской войны. Детей не было.